# Coenonympha sweadneri
Coenonympha sweadneri är en fjärilsart som beskrevs av Ralph L. Chermock 1941. Coenonympha sweadneri ingår i släktet Coenonympha och familjen praktfjärilar. Inga underarter finns listade i Catalogue of Life.